# Brosmos
Brosmos (llamada oficialmente Santa Cruz de Brosmos) es una parroquia española del municipio de Sober, en la provincia de Lugo, Galicia.

## Límites
Limita con las parroquias de Gundibós y Marcelle al norte, Doade al este, Lobios  al sur, y Bulso al oeste.

## Organización territorial
La parroquia está formada por trece entidades de población, constando once de ellas en el nomenclátor del Instituto Nacional de Estadística español:

### Entidades de población
Entidades de población que forman parte de la parroquia:
- Casaniño
- Cimadevila
- Gandarela
- Prado (Lama do Prado)
- Outeiriño
- Outeiro
- Piantes
- Pumares
- Sanmil
- Sanxís
- Tellada (A Tellada)

### Despoblados
Despoblados que forman parte de la parroquia:
- Freixende
- Pereiratorta (A Pereira Torta)

## Demografía
| Gráfica de evolución demográfica de Brosmos entre 2000 y 2021 |
|                                                               |
| Datos según el nomenclátor publicado por el INE.              |